# 擇賢堂
擇賢堂是位於台灣臺南市中西區的先天道（齋教先天派）齋堂，而今已佛教化。堂址原為臺灣府城的寧南坊，目前為臺南市定古蹟。
該建築與臺南報恩堂一樣是先天道齋堂（俗稱菜堂），為教友於清光緒五年（1879年）時集資創建，一說為自報恩堂分出而建。

## 歷史
清治時期光緒五年（1879年），齋教先天派教友創建了此座齋堂，並由主要創始人葉景清（昌貞）、黃清泰（昌泰）與古腰治（昌瑞）分別擔任前三任堂主，而當時的堂址在今址右側。而在日治時期昭和三年（1928年），第三代堂主古昌瑞發起重建，而完工之後的結果大致便是今天的樣貌。之後在民國四十年（1951年）、五十二年（1951年）時曾予以整修過，最近一次整修則在民國八十七年（1998年）。
該堂現在已經空門化，由佛門法師住持，與報恩堂的關係漸趨淡薄，現在幾乎已經沒有先天派齋教的特色。

## 建築設計

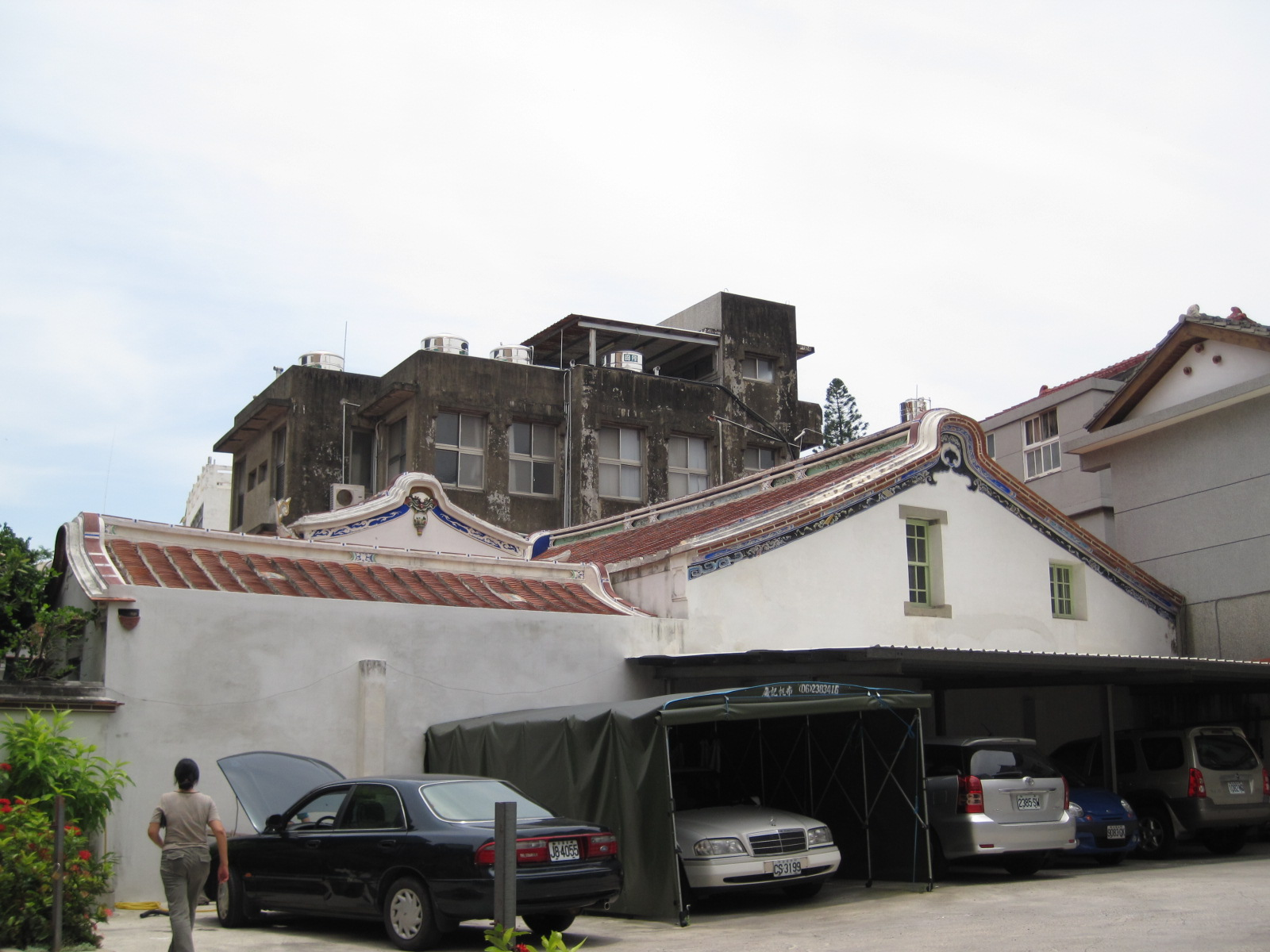
擇賢堂的側面

該堂坐東朝西，空間格局大致與三合院相似，由正殿加上前面拜亭及左右護龍所組成，而大門則為門屋形式。該堂原本有先天派齋堂之特色，在頂棹上方供置有「老母燈」與「大瓶水」，象徵著該教至上神無極老母，但現已不存。

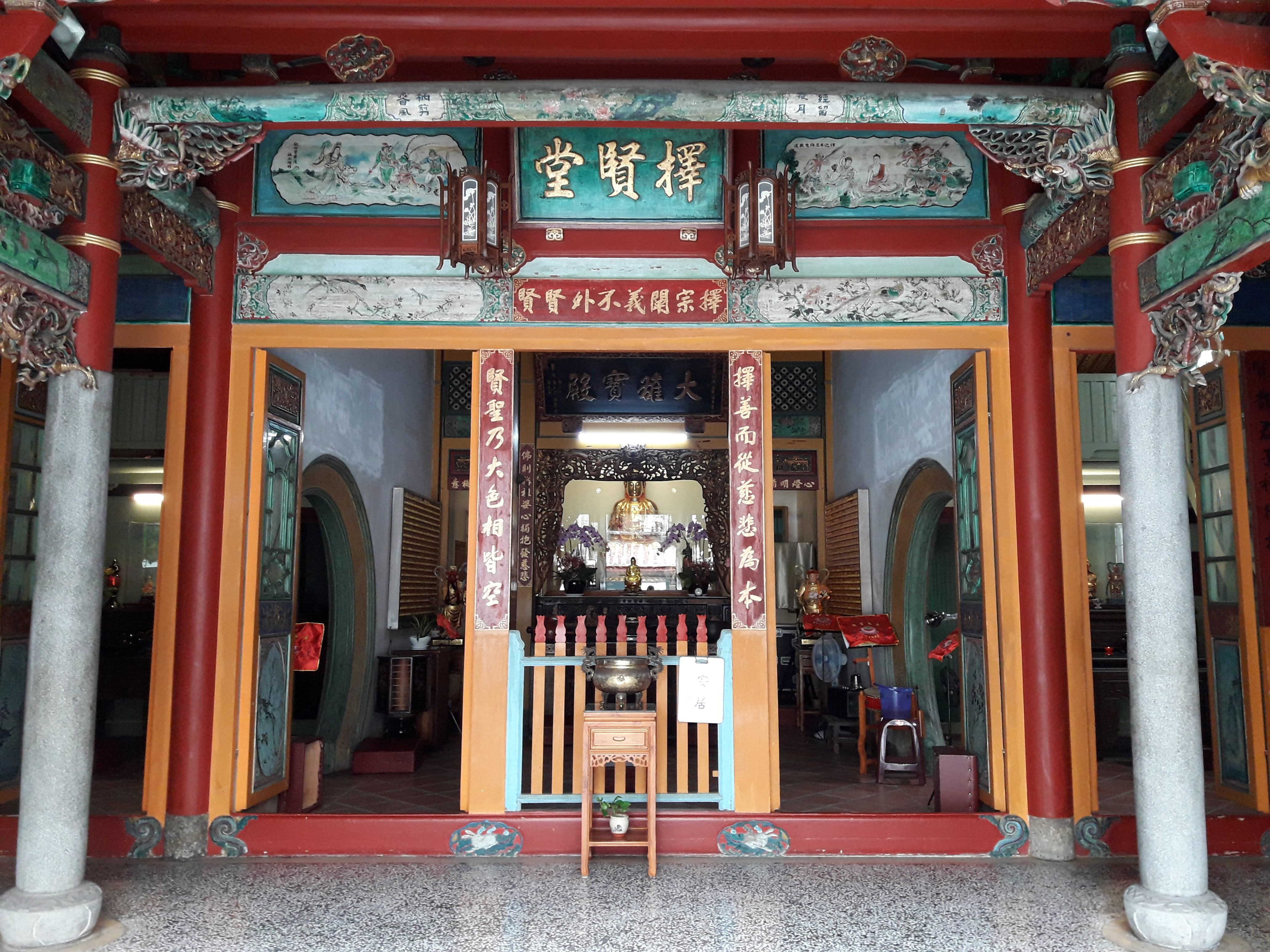
擇賢堂堂前

正殿目前供奉觀音菩薩，左右有韋馱與伽藍二護法，在神龕之上則掛有日治時期的「大雄寶殿」匾。另外在左側觀音殿供奉另一尊較小的觀音像與善才、龍女像，而三尊神像原先似乎是安放在正殿觀音像之中，後來才取出來獨立供奉。

## 外部連結
- 台南市中西區公所——擇賢堂 （页面存档备份，存于）
- 文化部文化資產局——擇賢堂 （页面存档备份，存于）